# Hyttdammen, Gästrikland
Hyttdammen vid Edske bruk är en sjö i Hofors kommun i Gästrikland och ingår i Dalälvens huvudavrinningsområde.